# Kopeček (Březno)
Kopeček (německy Spielhübel) je osada, část obce Březno v okrese Chomutov. Písemně doložen je až na konci osmnáctého století, kdy zde stával hostinec. V devatenáctém století století se v okolí rozvinula intenzivní těžba hnědého uhlí, v jejímž důsledku došlo k poddolování území, a dokonce k sesuvu půdy. Na konci dvacátého století se osada téměř vylidnila a část domů sloužila k rekreaci.

## Název
Původní název osady vznikl složením německých slov Spiel (hra) a Hübel (pahorek, kopec), a proto je možné, že vychází z existence hospody, kam lidé chodili hrát karty. Existuje však také názor, že zde bylo strážní místo na kralupské obchodní stezce. V historických pramenech se jméno vyskytuje jen v německé podobě Spielhübel (1787, 1854).

## Historie

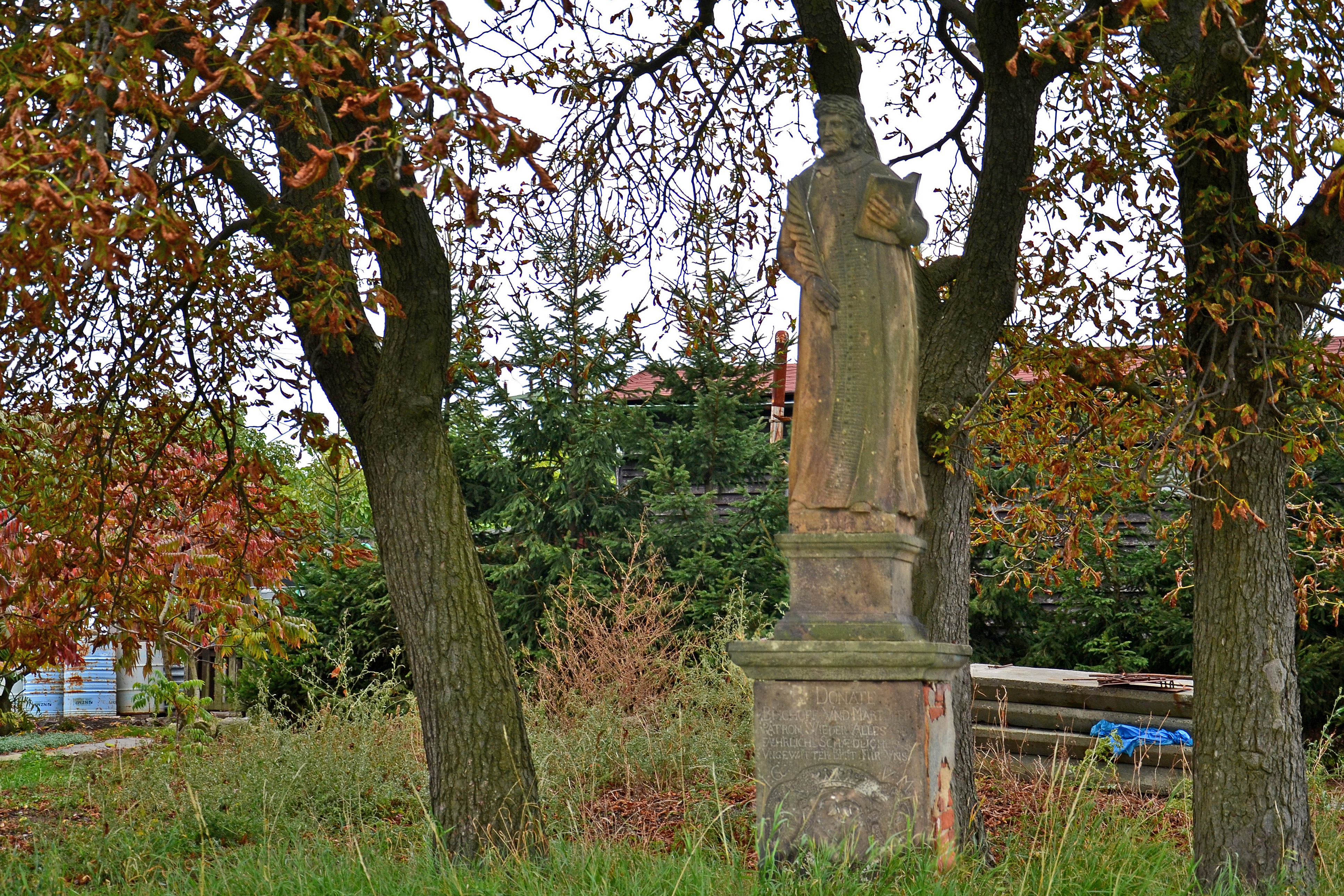
Socha svatého Donáta

První písemná zmínka o osadě pochází z roku 1787, kdy byla součástí spojeného panství Ahníkov–Prunéřov a stály v ní tři domy a hostinec.
U Kopečku byly dva velmi staré hnědouhelné doly: František otevřený v roce 1806 a Terezie z roku 1817. Ve druhém z nich se těžily také suroviny pro výrobu kamence. Uhlí se těžilo ze dvou slojí mocných 1,2 a 2,4 metru v hloubkách až dvacet metrů. V obou dolech se s přestávkami do šedesátých let devatenáctého století vytěžilo až třicet tisíc tun nekvalitního uhlí. V polovině devatenáctého století zde vznikly doly Florián a Josef. Při roční produkci padesát až sto tun uhlí se v nich s přestávkami až do osmdesátých let devatenáctého století vytěžilo asi patnáct tisíc tun uhlí. Kromě nich založil T. Kohlmann důl Oskar, kde pět až dvanáct horníků těžilo ročně asi tisíc tun uhlí. Do roku 1922 důl vyprodukoval celkem 25 tisíc tun. Těžba uhlí v sedmdesátých letech devatenáctého pravděpodobně způsobila propad a sesuv půdy.
Kopeček nikdy nebyl samostatnou obcí. Po zrušení poddanství se stal osadou Vičic, v letech 1869–1880 je uváděn jako osada Stranné a v letech 1890–1950 znovu jako osada Vičic. Od roku 1961 je částí obce Březno.

## Přírodní poměry
Kopeček stojí v katastrálním území Březno u Chomutova o výměře 37,3 km² v Ústeckém kraji, asi dva kilometry jihovýchodně od Března a 8,5 kilometru jižně od Chomutova.
Geologické podloží je na sever od osady tvořené třetihorními vulkanoklatiky bazaltových hornin s převahou pyroklastických sedimentů. Jižně od osady se vyskytují písky, štěrky a jíly s uhelnými slojemi ze středního až spodního miocénu. Hnědé uhlí zde bylo těženo v devatenáctém století a poddolované území se nachází zejména jižně a východně od zástavby vesnice a pokračuje až k Deněticím.
V geomorfologickém členění Česka osada leží v geomorfologickém celku Mostecká pánev, podcelku Žatecká pánev a v okrsku Čeradická plošina. Podél severního a severovýchodního okraje osady však vede hranice s okrskem Březenská pánev v podcelku Chomutovsko-teplická pánev. Asi 800 metrů západně od vesnice se nachází vrchol Studničního vrchu (313 metrů), na jehož východním výběžku osada stojí v nadmořské výšce 306 metrů. Díky tomu se terén v okolí osady mírně svažuje k severu, východu i jihu. Z půdních typů se v okolí vyskytuje černozem modální, která se vytvořila na spraších.

## Obyvatelstvo
Při sčítání lidu v roce 1921 zde žilo čtrnáct obyvatel (z toho osm mužů), kteří byli s výjimkou jednoho Čechoslováka německé národnosti a kromě jednoho člověka bez vyznání patřili k římskokatolické církvi. Podle sčítání lidu z roku 1930 měla osada šestnáct obyvatel: tři Čechy a šestnáct Němců. Jeden byl bez vyznání, čtyři patřili k evangelickým církvím a ostatní byli římskými katolíky.
|                                                                | 1869 | 1880 | 1890 | 1900 | 1910 | 1921 | 1930 | 1950 | 1961 | 1970 | 1980 | 1991 | 2001 | 2011 | 2021 |
| -------------------------------------------------------------- | ---- | ---- | ---- | ---- | ---- | ---- | ---- | ---- | ---- | ---- | ---- | ---- | ---- | ---- | ---- |
| Obyvatelé                                                      | 21   | 21   | 22   | 14   | 16   | 14   | 16   | 15   | 9    | -    | 6    | 11   | 5    | 4    | 4    |
| Domy                                                           | 4    | 4    | 4    | 4    | 4    | 4    | 4    | 4    | —    | -    | 2    | 3    | 3    | 3    | 3    |
| Počet domů z roku 1961 je zahrnut v celkovém počtu domů Vičic. |      |      |      |      |      |      |      |      |      |      |      |      |      |      |      |

## Pamětihodnosti
- Na okraji osady stojí socha svatého Donáta datovaná nápisem na dvojitě odstupňovaném podstavci do roku 1721.[18]